# Leptoconops yunhsienensis
Leptoconops yunhsienensis är en tvåvingeart som beskrevs av Yu 1963. Leptoconops yunhsienensis ingår i släktet Leptoconops och familjen svidknott. Inga underarter finns listade i Catalogue of Life.